# Fred Copeman
Fred Copeman OBE (Wangford, Suffolk, 1907 - Londres, 1983) va ser un voluntari anglès de les Brigades Internacionals durant la Guerra Civil espanyola, on comandà el Batalló Britànic i manifestà una actitud heroica durant la batalla del Jarama, batalla en la qual fou ferit diverses vegades.
També és un home notable per la seva tasca organitzadora de les defenses antiaèries de Londres durant la Segona Guerra Mundial, actuació per la qual rebé l'Orde de l'Imperi Britànic l'any 1948.